# Frank Klawonn
Frank Klawonn (Schwedt, 22 marzo 1966) è un ex canottiere tedesco.

## Palmarès

### Olimpiadi
- 1 medaglia:
  - 1 oro (Seul 1988 nel quattro con)

### Mondiali
- 2 medaglie:
  - 2 ori (Nottingham 1986 nel quattro con; Copenaghen 1987 nel quattro con)